# Herb Pennock
Herbert Jefferis „Herb“ Pennock (* 10. Februar 1894 in Kennett Square, Pennsylvania; † 30. Januar 1948 in New York City, New York) war ein US-amerikanischer Baseballspieler in der Major League Baseball. Sein Spitzname war The Knight of Kennett Square.

## Biografie
Pennocks Karriere begann in der Highschool. Eigentlich begann er als First Baseman ohne große sportliche Zukunft, die er aber als Pitcher haben sollte. Der Catcher seines Highschool-Teams war Earle Mack, der Sohn des Managers der Philadelphia Athletics Connie Mack. Als Pennock 1911 einen No-Hitter in der Highschool warf, machte dieser seinen Vater darauf aufmerksam. Pennock wechselte im darauffolgenden Jahr direkt von der Schule in das Major-League Team nach Philadelphia. Er verbesserte sich in dieser Zeit ständig und erreichte 1914 die World Series, wo es zu einer Niederlage gegen die Boston Braves kam. Nach schwachem Start in die Saison 1915 wurde er an die Boston Red Sox verkauft, für die er bis 1922 spielen sollte. Sein stärkstes Jahr bei den Red Sox hatte er 1919 mit einer Bilanz von 16 Siegen bei 8 Niederlagen. Nach seinem schwächsten Jahr 1922 (10 Siege, 19 Niederlagen) ging er wie viele Spieler den Weg von Boston zu den New York Yankees.
In New York erlebte Pennock dann mit den starken Yankees-Teams der 20er und 30er Jahre seine beste Zeit als professioneller Baseballspieler. 1923, 1927 und 1932 konnte er mit seiner Mannschaft die World Series gewinnen. 1924 gelangen ihm 21 Siege, zwei mehr erreichte er 1926. Ab der Saison 1929 konnte Pennock nicht mehr die Qualität in seinem Spiel erhalten, so dass er nicht mehr die Zahlen früherer Jahre erreichen konnte. Seine letzte Station als aktiver Spieler in der Major League verbrachte Pennock 1934 als Einwechselwerfer bei den Red Sox.
Nach seiner Karriere arbeitete er als Trainer und Direktor der Minor-League-Teams der Red Sox. Von 1944 bis 1948 war er General Manager der Philadelphia Athletics. Kurze Zeit nach seinem Tod am 30. Januar 1948 wurde Pennock am 27. Februar 1948 in die Baseball Hall of Fame gewählt.